# UD Almería
UD Almería je španělský fotbalový klub založený a sídlící v Almeríi. V sezoně 2011/12 hrál druhou ligu španělského fotbalového systému Segunda División. ale vyhrál postupové play-off a postoupil do Primera División. V sezoně 2013/14 skončila Almería na 17. místě a udržela se tak v první lize. Sídlí na stadionu Estadio del Mediterráneo.

## Historie
AD Almería byl klub hrající Primera División mezi lety 1979-81. Po sestupu v roce 1981 se rozpadl a v roce 1989 byl znovuzaložen pod názvem Almería Club de Football. Musel tedy znovu začít na regionální úrovni. Až do roku 2001 se potácel na úrovni 3. či 4. nejvyšší soutěže. 28. června 2001 došlo ke sloučení klubů Almería CF a Polideportivo Almería. Vznikl tak klub pod dnešním názvem Unión Deportivo Almería. Hned v následující sezoně 2001/02 postoupil do Segunda División a v sezoně 2006-07 v ní klub získal druhé místo. Poprvé v historii tak postoupil do nejvyšší Primera División.

## Sezóny

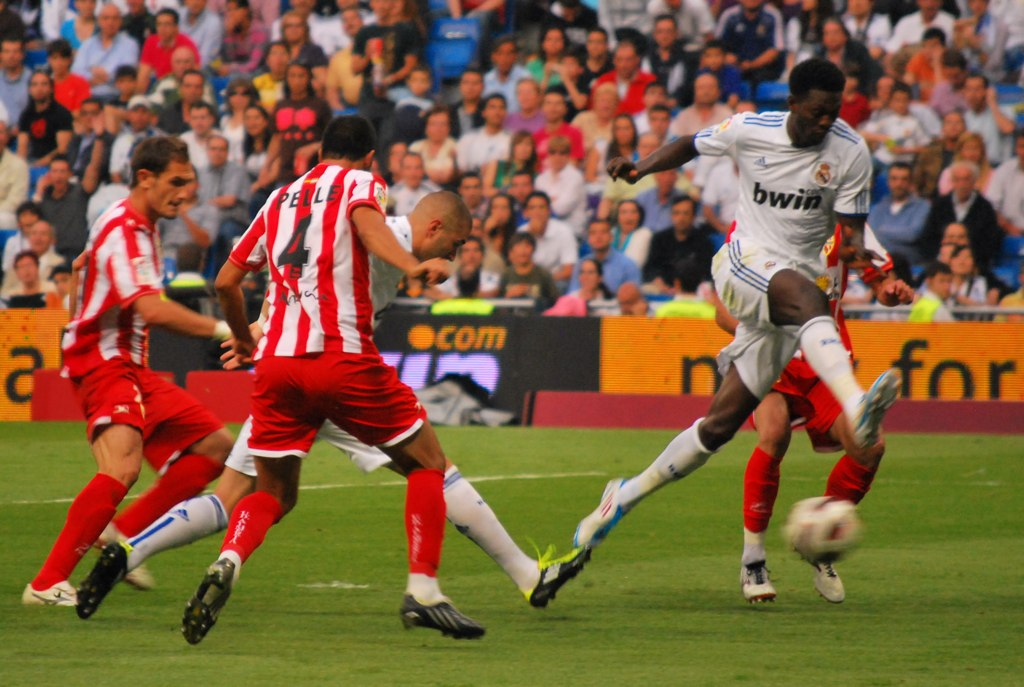
Almería vs. Real Madrid

| Ročník  | Soutěž     | Umístění | Copa del Rey |
| ------- | ---------- | -------- | ------------ |
| 1989/90 | Regionální | —        |              |
| 1990/91 | Regionální | —        |              |
| 1991/92 | Regionální | —        |              |
| 1992/93 | 3ª         | 2°       |              |
| 1993/94 | 2ªB        | 11°th    |              |
| 1994/95 | 2ªB        | 2°nd     |              |
| 1995/96 | 2ª         | 16°th    |              |
| 1996/97 | 2ª         | 17°th    |              |
| 1997/98 | 2ªB        | 7°th     |              |
| 1998/99 | 2ªB        | 18°th    |              |
| 1999/00 | 3ª         | 4°th     |              |

| Ročník  | Soutěž | Umístění | Copa del Rey    |
| ------- | ------ | -------- | --------------- |
| 2000/01 | 2ªB    | 11.      |                 |
| 2001/02 | 2ªB    | 3.       |                 |
| 2002/03 | 2ª     | 18.      |                 |
| 2003/04 | 2ª     | 13.      |                 |
| 2004/05 | 2ª     | 14.      |                 |
| 2005/06 | 2ª     | 6.       | První kolo      |
| 2006/07 | 2ª     | 2.       | Třetí kolo      |
| 2007/08 | 1ª     | 8.       | Šestnáctifinále |
| 2008/09 | 1ª     | 11.      | Osmifinále      |
| 2009/10 | 1ª     | 13.      | Šestnáctifinále |
| 2010/11 | 1ª     | 20.      | Semifinále      |
| 2011/12 | 2ª     | 7.       | Šestnáctifinále |

- 4 sezony v Primera División
- 8 sezon v Segunda División
- 6 sezon v Segunda División B
- 2 sezony v Tercera División
- 3 sezony v regionálních soutěžích